# Glypta pennsylvanica
Glypta pennsylvanica är en stekelart som beskrevs av Dasch 1988. Glypta pennsylvanica ingår i släktet Glypta och familjen brokparasitsteklar. Inga underarter finns listade i Catalogue of Life.